# Копа Америка 2021 Финал
Финалът на Копа Америка 2021 е последният мач на футболния турнир Копа Америка 2021, който е първенство на Южна Америка и се провежда в Бразилия между 14 юни и 11 юли 2021 г. Мачът се играе на Ещадио до Маракана, Рио де Жанейро между Аржентина и Бразилия, но Аржентина е символичен домакин.
Аржентина побеждава Бразилия с 1:0 и спечелва купата за 15-и път, с което изравнява рекорда на Уругвай и става най-успешният отбор в първенството на Южна Америка. 

## Пътят към финала
Аржентина побеждава на четвъртфинал Еквадор с 3:0, а на полуфинал – Колумбия след 1:1 в редовното време и продълженията и 3:2 от изпълнението на дузпи.
Бразилия побеждава с по 1:0 Чили на четвъртфинал и Перу на полуфинал.

## Детайли

### Стартови състави
Аржентина (4-3-3): 
23 – Eмилиано Мартинес 
4 – Гонзало Монтиел, 13 – Кристиян Ромеро, 19 – Николас Отаменди, 8 – Маркос Акуня 
20 – Джовани ло Селсо, 5 – Леандро Паредес, 7 – Родриго де Пол 
10 – Лионел Меси, 22 – Лаутаро Мартинес, 11 – Анхел ди Мария.
Бразилия (4-2-3-1): 
23 – Едерсон 
2 – Данило, 4 – Маркиньос, 3 – Тиаго Силва, 16 – Ренан Лоди 
5 – Каземиро, 8 – Фред 
19 – Евертон, 17 – Лукас Пакета, 10 – Неймар
7 – Ричарлисон. 

### Протичане на мача
Големият сблъсък е наблюдаван от едва 600 зрители на митичния стадион, макар първоначалните планове са да бъдат допуснати поне 2000.
Още в началото Николас Отаменди фаулира Евертон, но реферът Естебан Остоич от Уругвай дава знак играта да продължи. Това сякаш окуражава Фред да действа по-грубо срещу Монтиел и в 3-тата минута получава първия жълт картон в мача. Играта продължава да е доста груба, като нарушенията бързо стават двуцифрено число, а всяко отиграване на топката от страна на Меси е бурно освирквано от бразилските фенове на трибуните. В 15-ата минута Неймар влиза в разговор със съдията, като се оплаква, че е бил дърпан за шортите, но Остоич не му обръща внимание. 
В 22-та минута когато Аржентина откри открива резултата след първата си по-добра атака. Анхел ди Мария получава топката в наказателното поле и с удар с левия крак успява да прехвърли вратаря на Бразилия Едерсон - 1:0 за Аржентина.
“Селесао” се опитва да упражни натиск. Каземиро стреля отдалеч, но право в ръцете на стража Емилиано Мартинес. Последват две положения пред вратата на Едерсон, но Акуня и Меси не успяват да се възползват. В 34-тата минута Бразилия получава право да изпълни пряк свободен удар, но изстрелът на Неймар среща стената. Три минути по-късно голмайсторът за Аржентина притеснява феновете на “албиселесте”, като се хваща за ахилеса с болезнена гримаса, но в крайна сметка продължава играта.
В самия край на полувремето пред Бразилия се открива възможност. Неймар изпълнява ъглов удар, Ришарлисон насочва топката към далечната греда, но там няма кой да се възползва. Така първата част завършва при резултат 1:0 за Аржентина.
След паузата аржентинците се опитват бързо да решат мача. Меси намира точно Ди Мария в наказателното поле, но този път Едерсон блокира удара му. В 50-ата минута Джовани ло Селсо получава жълт картон за нарушение срещу Неймар. След 2 минути Ричарлисон отбелязва гол за Бразилия, отменен поради засада. В 55-ата минута той атакува отдясно и стреля силно от близо, но Мартинес отразява удара. След това аржентинският вратар спасява и други опасни удари. 
Играта  да До края на мача играта продължава да е твърда и безкомпромисна, често е доста груба, с много нарушения и още жълти картони, като средно на всеки две минути има нарушение. След около час игра аржентинците оставят съперника да владее повече топката и инициативата, като разчитат на контраатаки. Аржентина се отбранява тактически издържано и удържа натиска на бразилците до края на мача. С наближаването на края на мача дисциплината в редиците на Бразилия спада, а футболистите се изнервят. Ренан Лоди и Лукас Пакета получиха набързо жълти картони за грубо влизане и удар с лакът.
Тите прибягва до смени, като в игра влизат Емерсон и Габриел Барбоса. Лионел Скалони също извършва смени, като пуска защитници за сметка на офанзивни играчи, сменен е и голмайсторът Анхел ди Мария.
В 88-ата минута Меси може да сложи точка на спора, но пропуска да порази целта от близка дистанция след подаване на Родриго де Паул. Напрежението на терена расте, реферът дава цели пет минути продължение, но резултатът остава непроменен.
Така Аржентина спечелва Копа Америка за първи път след 1993 година. Това е първи значим трофей в ерата на Лионел Меси, който е бил едва шестгодишен, когато за последно Аржентина постига успех на Копа Америка. Суперзвездата на Барселона е имал до този момент участия в три финала на Копа Америка с Аржентина - през 2007 г., 2015 г. и 2016 г., но всички те са загубени. 
| 11 юли 2021 3:00 |

| Аржентина          | 1 - 0  | Бразилия |
| ------------------ | ------ | -------- |
| Анхел ди Мария 22' | Доклад |          |

| Ещадио до Маракана, Рио де Жанейро Съдия: Естебан Остоич (Уругвай) |